# Nesogenes decumbens
Nesogenes decumbens är en snyltrotsväxtart som beskrevs av Isaac Bayley Balfour. Nesogenes decumbens ingår i släktet Nesogenes och familjen snyltrotsväxter. Inga underarter finns listade i Catalogue of Life.